# Orden de la Pasión de Cristo
Ricardo II de Inglaterra y Carlos VI de Francia pensaron fundar la orden caballeresca de la Pasión de Cristo en el año de 1380, cuando formaron el proyecto de conquistar la tierra santa. 
Los caballeros, cuyo número fijaron en cien mil, debían llevar una túnica blanca de lana con una cruz de Malta de esmalte azul y una llama roja pendiente del brazo inferior y debían recibirse también algunas viudas para cuidar de los enfermos. Pero parece que no llegó a verificarse su institución por no haberse efectuado la alianza de aquellos soberanos contra los turcos. Algunos autores fijan el año de 1400 y dan por creada esta orden, cuya divisa era una cruz roja de paño a manera de la de Montesa, colocada sobre el pecho y al lado izquierdo del manto. 